# Albertus Adrianus van Bergen IJzendoorn
Albertus Adrianus van Bergen IJzendoorn (Gouda, 28 april 1824 - aldaar, 16 januari 1895) was een Nederlandse burgemeester.

## Leven en werk

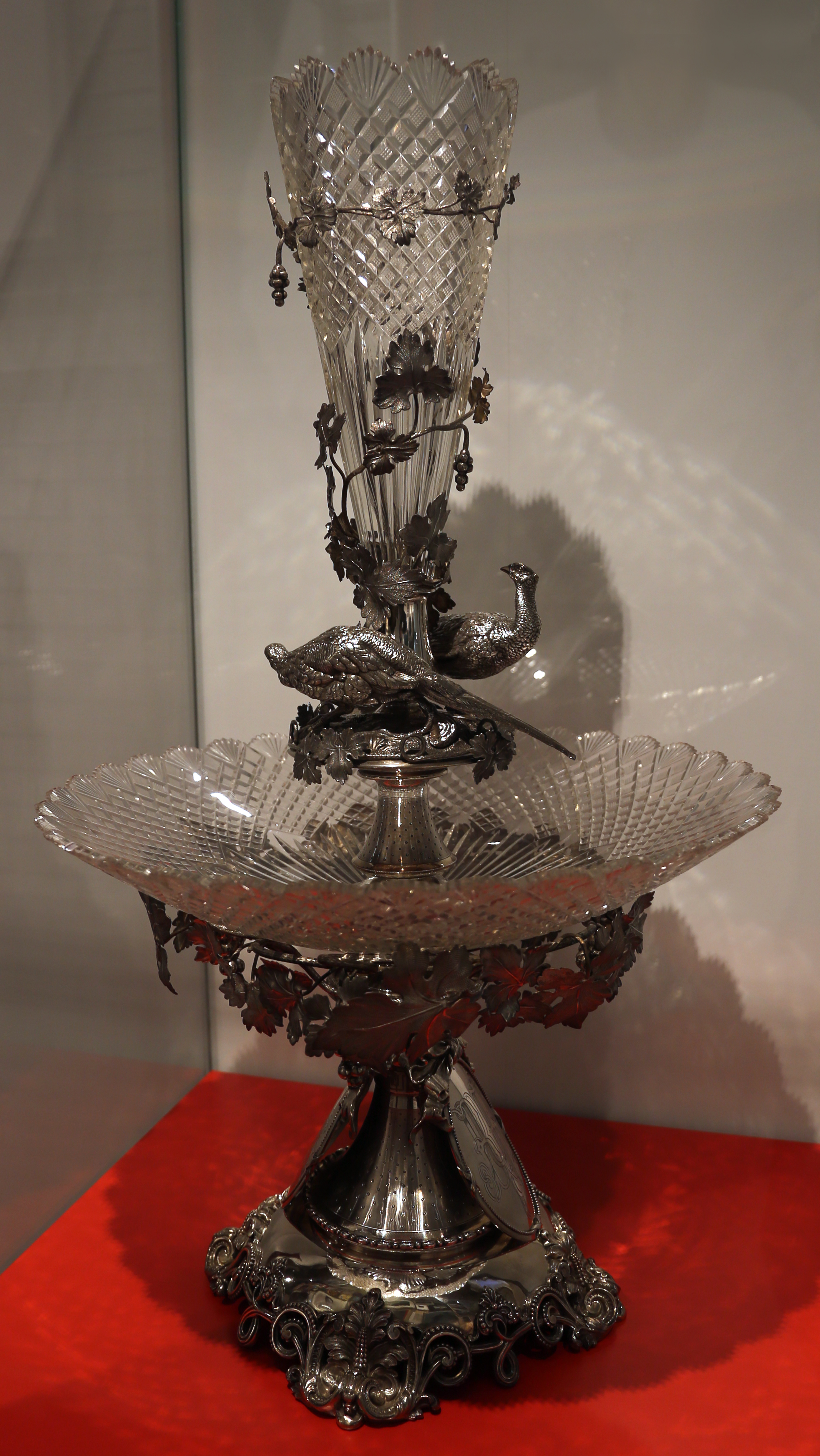
Huwelijkscadeau, tafelstuk, aangeboden door de Goudse burgerij

Albertus Adrianus van Bergen IJzendoorn werd op 28 april 1824 te Gouda geboren als zoon van de Goudse burgemeester Nicolaas IJzendoorn en Maria van Bergen. Ook zijn grootvader van moederskant Adrianus van Bergen was burgemeester van Gouda geweest.
Van Bergen IJzendoorn studeerde rechten aan de universiteit van Leiden en vestigde zich, na zijn afstuderen, als advocaat te Gouda. Van Bergen IJzendoorn, die de achternaam van zijn vader combineerde met die van zijn moeder, volgde in 1850 zijn vader op als burgemeester van de voormalige gemeente Broek c.a. In 1852 werd hij ook benoemd tot burgemeester van de beide gemeenten Noord- en Zuid-Waddinxveen. In 1864 volgde hij zijn vader op als burgemeester van Gouda. Hij vervulde deze functie tot zijn overlijden in 1895. Tijdens het burgemeesterschap van Van Bergen IJzendoorn beleefde Gouda een periode van economische bloei:
- in 1870 kreeg Gouda een spoorverbinding met Den Haag;
- in de jaren 80 van de negentiende eeuw werden tramverbindingen aangelegd met Oudewater en Bodegraven;
- door de aanleg van de waterleiding in 1883 daalde het sterftecijfer;
- het scheepvaartverkeer van en naar Gouda nam sterk toe.

Op cultureel terrein maakte van Bergen IJzendoorn zich verdienstelijk door de stichting van het Stedelijk Museum en een stedelijke archiefdienst.
Van Bergen IJzendoorn was lid van Provinciale Staten van Zuid-Holland. Toen hij in 1880 werd gekozen tot gedeputeerde van Zuid-Holland weigerde hij die benoeming te aanvaarden, omdat hij de voorkeur gaf aan het burgemeesterschap van Gouda. In 1889 werd zijn zilveren jubileum als burgemeester van Gouda groots gevierd met zang- en muziekuitvoeringen, meerdere rijtoeren door de stad en 's avonds een concert op de Markt. De stad was versierd met erepoorten en feestverlichting en geïllumineerde bruggen.
Van Bergen IJzendoorn trouwde op 7 maart 1878 te Arnhem met Henrietta Johanna Wilhelmina Jacoba Evekink Busgers, dochter van Peter Jacques Evekink Busgers, raadsheer bij het gerechtshof van Arnhem, en van Johanna Petronella Stolk Bernet. Hij overleed op 16 januari 1895. Hij legateerde de stad Gouda een grote tuin, die gevoegd werd bij het Houtmansplantsoen, waar voor hem een gedenkteken werd geplaatst, en een bedrag van ƒ 40.000, waarvoor het Van Bergen IJzendoornpark werd aangelegd. Dit park kreeg door een raadsbesluit in 1901 ook daadwerkelijk zijn naam.
- Gemeinsame Normdatei: 1164411306
- International Standard Name Identifier: 0000 0003 9008 3358
- Nederlandse Thesaurus van Auteursnamen: 138827613
- Virtual International Authority File: 283623036
- WorldCat: E39PBJfH4kfHMvCwkM96fR8cT3